# Ford Fairmont
Ford Fairmont ([fɛərmɒnt]) — північноамериканський компактний автомобіль, випускався з 1978 по 1983 роки. З 1981 року випускалася комплектація Futura, що відрізнялася оформленням.

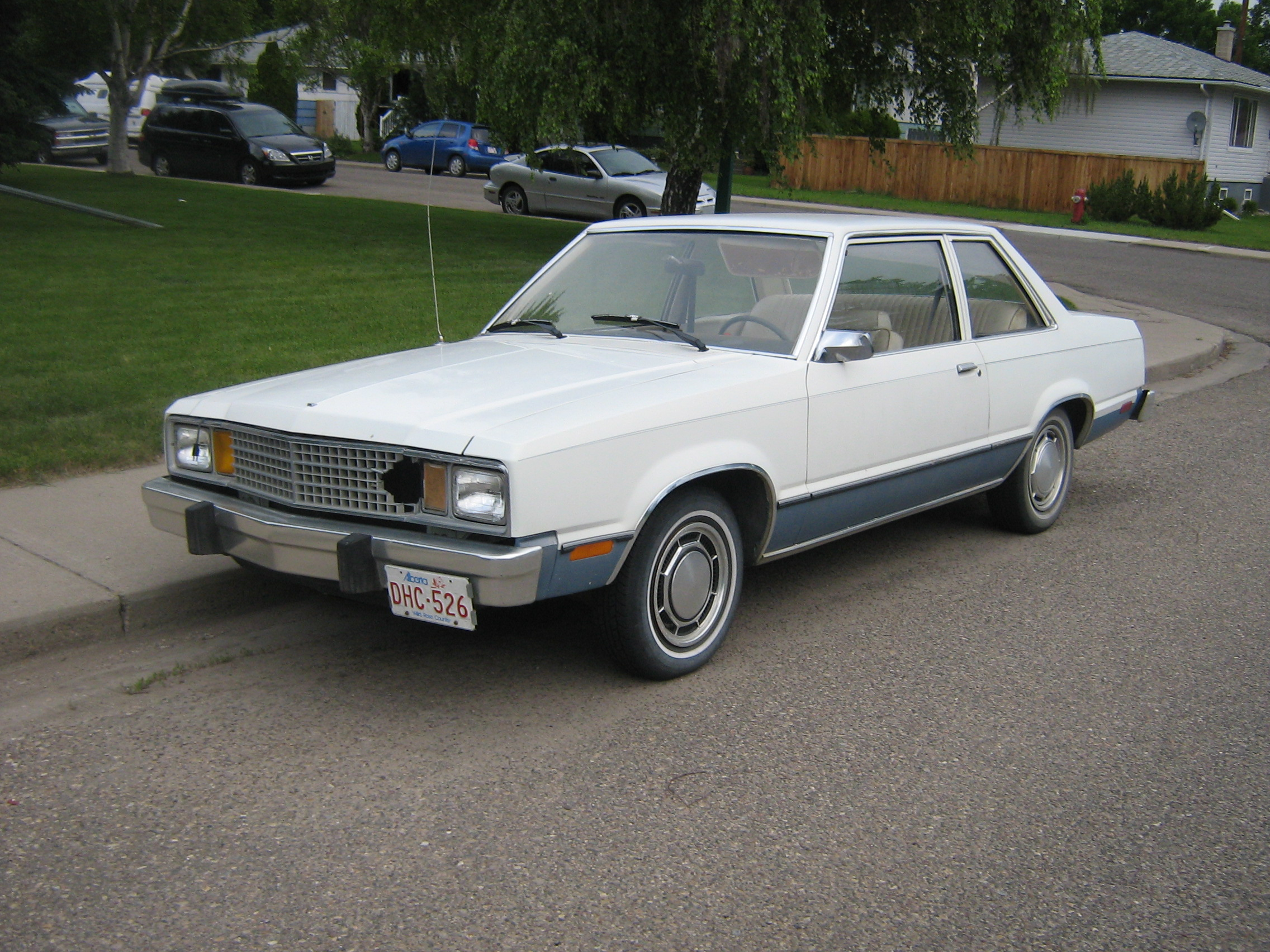

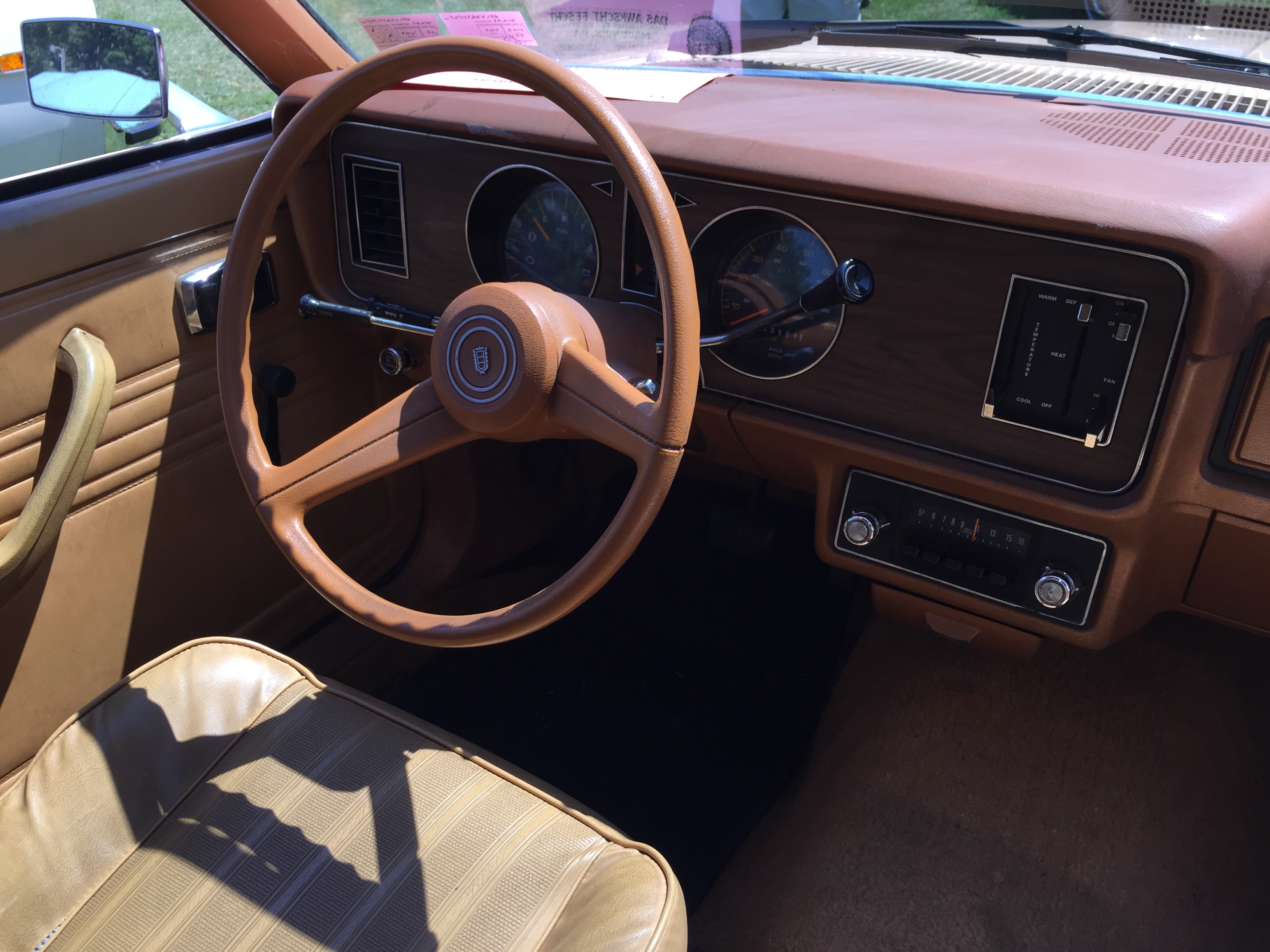

Ford Fairmont 1978 року став першою моделлю, сконструйованою на платформі Ford Fox, що стала в майбутньому базою для багатьох інших моделей, наприклад, як Ford Thunderbird 1980—1988 років, американського Ford Granada 1981—1982, Mustang 1979—2004, і зменшеного Lincoln Continental 1982 року. Ford Fairmont замінив собою модель Ford Maverick і досить багато перейняв у свого еквівалента — Mercury Zephyr.
Автомобіль був останньою спробою «Форда» створити в цьому класі автомобіль, який спирається на класичні зразки і канони американської автомобільної промисловості.
Пізніші моделі дедалі більше були «європеїзовані» для кращої відповідності новим стандартам економічності, екологічності та практичності.
Він мав «коробчатий» дизайн, базовий чотирициліндровий двигун від європейського Форда (2,3 літра), опціонально — рядну «шістку» в 3,3 л (200 CID) або 255 і 302-кубові V8, кермове управління з рейкою, інтер'єр зі збільшеною кількістю пластику і зменшенням хрому. Передня підвіска була гібридом «Мак-Ферсона» і звичайної системи важеля підвіски, — від останньої залишилися тільки нижні важелі і пружини, а амортизатори були оформлені у вигляді стійок, як в системі McPherson. Амортизатори задньої підвіски були вертикальні.
Випускаючись протягом всього декількох років, він поступився місцем Ford Taurus і Ford Tempo з обтічним дизайном і набагато більш витонченою конструкцією, що символізували фактичний кінець незалежної чисто-американської школи дизайну і проєктування автомобілів.

## Двигуни
- 140 cu in (2.3 L) Lima I4
- 140 cu in (2.3 L) Turbocharged Lima I4
- 200 cu in (3.3 L) Thriftpower Six I6
- 255 cu in (4.18 L) Windsor V8
- 302 cu in (4.95 L) Windsor V8